# 施逸生

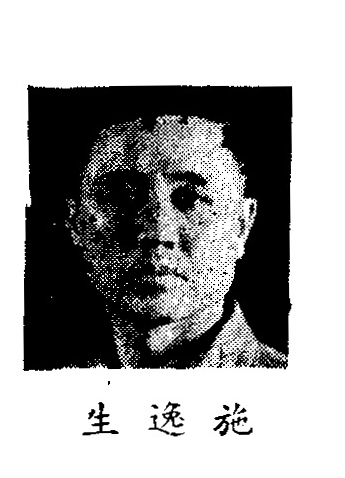

施逸生（约1901年—? ）别号性秉，福建晋江人。中华民国政治人物。

## 生平
施逸生约生于1901年（清光绪二十七年）。抗日战争时期，不少旅居菲律宾的晋江籍华侨参加了中国国民党领导的抗日组织，青阳人庄材传任“菲律宾民主战地血干团”总指挥，深沪人施逸生是“抗日义勇军”领导人。
1946年11月当选制宪国民大会特种选举代表。1947年3月1日任国民政府立法院第四届立法委员。